# هربرت إي. دوجلاس
هربرت إي. دوجلاس (بالإنجليزية: Herbert E. Douglass)‏ هو عالم عقيدة أمريكي، ولد في 16 مايو 1927 في سبرينغفيلد في الولايات المتحدة، وتوفي في 15 ديسمبر 2014 في روزفيل في الولايات المتحدة.